# Vino cotto

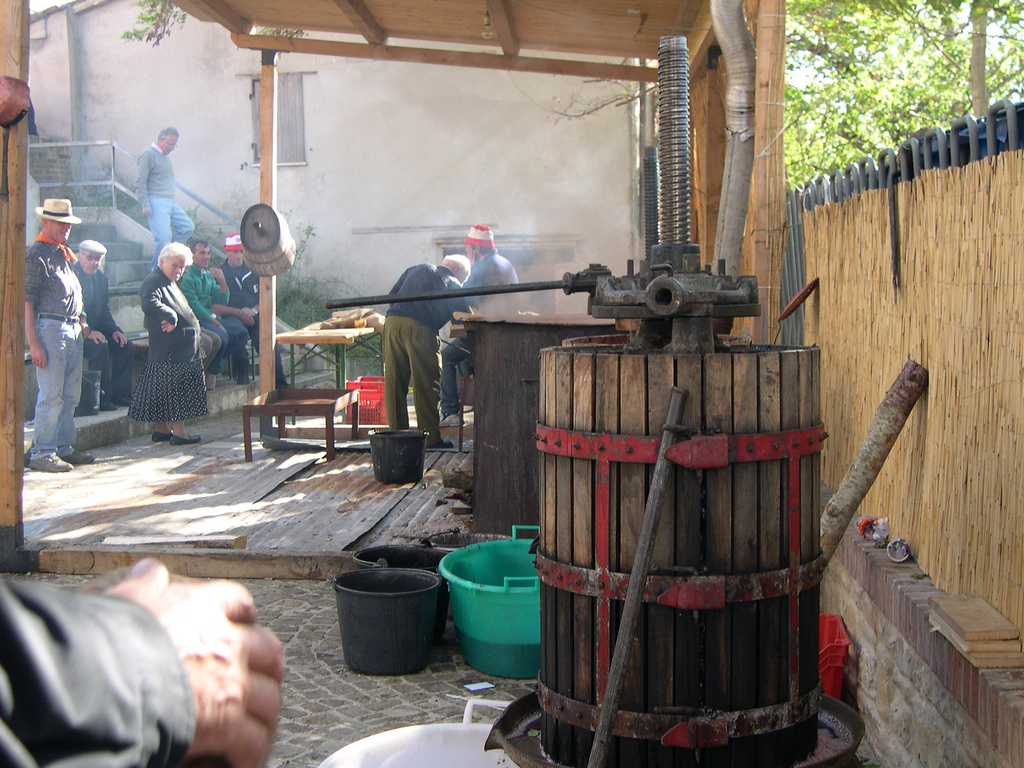
Préparation du vino cotto en famille

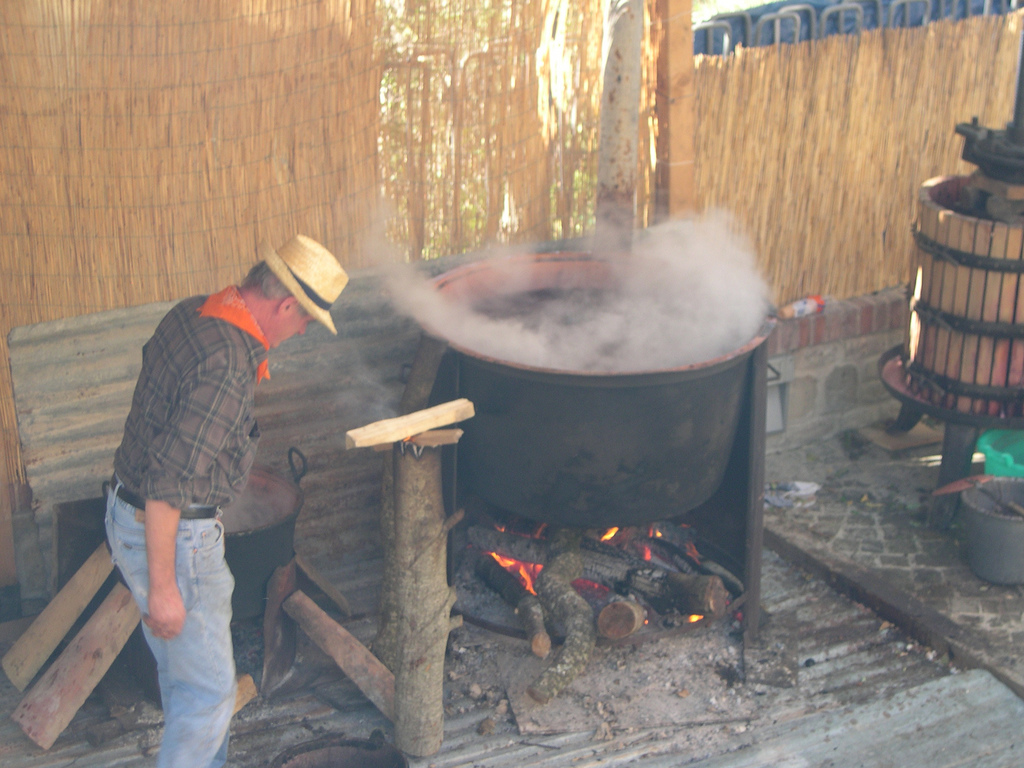
Dans les vapeurs du vino cotto à Ripe San Ginesio

Le vino cotto (vin cuit) est un type de vin élaboré dans les Marches et les Abruzzes.

## Historique
Le Vino cotto est surtout vinifié sur les collines et les coteaux des  provinces d'Ascoli Piceno, Fermo Ancône et Macerata et particulièrement sur la commune de Loro Piceno. Ce type particulier de vin est obtenu à partir d'une technique traditionnelle qui a été utilisée à la fois par les Picéniens, peuple italique vivant dans le Picenum du IXe siècle av. J.-C. au IIIe siècle av. J.-C., et les Grecs (IVe siècle av. J.-C.), et qui a été transmise à travers les millénaires jusqu'à nos jours.

## Production
En général, le vino cotto est fait par des particuliers pour leur propre consommation, et peu commercialisé. Le moût, composé des cépages locaux, est chauffé dans un chaudron de cuivre jusqu'à ce qu'il soit réduit de près de moitié. Après la fermentation, il est vieilli en fût pendant quelques années, un peu de vin étant ajouté chaque année pour compenser l'évaporation. Ce vin cuit est de couleur rubis, semblable au madère, légèrement sucré, avec une teneur en alcool d'environ 14 %.

## Classement
Le Vino cotto porte également la dénomination de produit des Abruzzes, ce qui lui permet d'être classés parmi les produits agroalimentaires traditionnels italiens reconnus par le Ministère des Politiques agricoles, alimentaires et forestières.

## Utilisation en cuisine

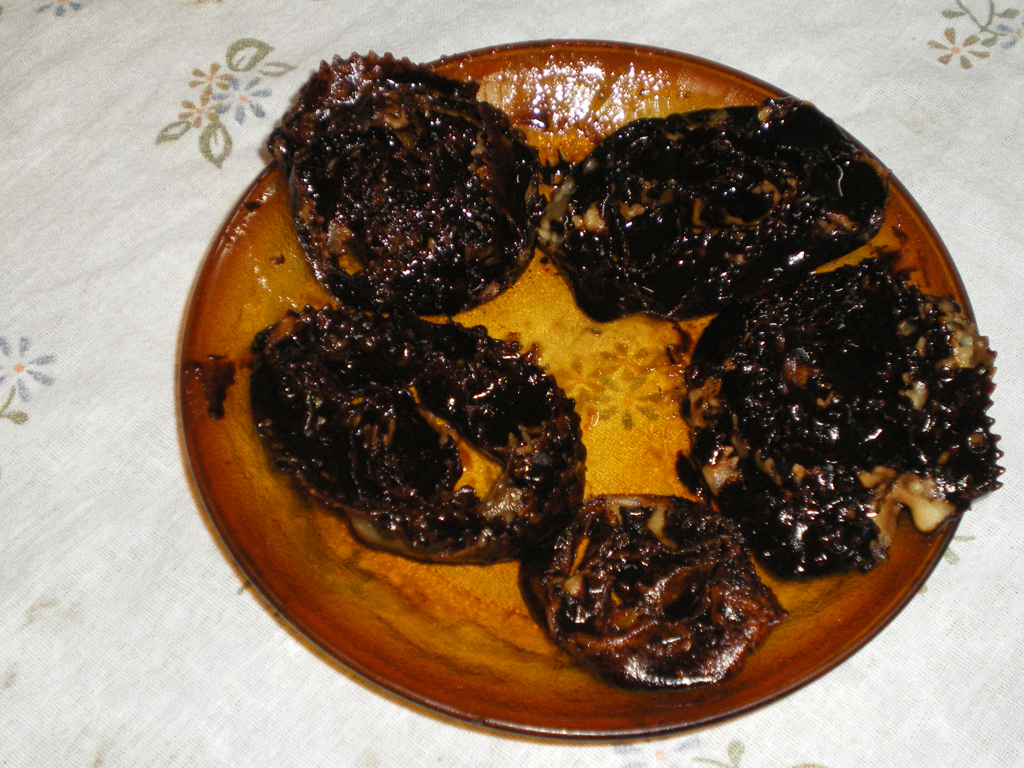
Cartellate al vino cotto